# Circondario di Oranienburg
Il circondario di Oranienburg (in tedesco Kreis Oranienburg) era un circondario della Repubblica Democratica Tedesca, parte del distretto di Potsdam.

## Storia
Il circondario di Oranienburg fu istituito il 25 luglio 1952 con la riforma amministrativa della RDT; si estendeva su territori già appartenuti ai disciolti circondari del Niederbarnim, della Havelland orientale e del Ruppin.
Il 17 maggio 1990 assunse il nuovo nome di Landkreis Oranienburg ("circondario di Oranienburg"), e poco dopo, in seguito alla riunificazione tedesca, divenne parte dello stato del Brandeburgo.
Il 6 dicembre 1993, nell'ambito della riforma amministrativa del Brandeburgo, il circondario di Oranienburg venne soppresso; le città e i comuni che lo componevano passarono tutti al nuovo circondario dell'Oberhavel.